# Грифні
Гри́фні (Aegypiinae) — підродина хижих птахів родини яструбових, що визнається деякими, але не всіма, сучасними класифікаціями птахів. Якщо група не визнається як підродина, членів цієї групи відносять до підродини яструбиних (Accipitrinae). Група містить 9-10 родів та близько 17 видів.

## Зовнішній вигляд
Довжина 95-114 см. Голова і шия вкриті тільки коротким пухом для захисту від забруднення при поїданні нутрощів трупів (виняток — бородань і пальмовий гриф). Крила широкі, пристосовані до тривалого ширяння в пошуках падалі — основної їжі більшості грифових. Ноги придатні лише для ходьби і бігу, носити здобич може тільки бородань.